# David Douglas, 7. Earl of Angus
David Douglas, 7. Earl of Angus (* um 1515; † Juni 1557 in Cockburnspath) war ein schottischer Adliger.
Douglas war der älteste Sohn von George Douglas of Pittendriech und dessen Gemahlin Elizabeth Douglas. 1556 folgte er seinem Onkel Archibald als Earl of Angus. Sein jüngerer Bruder war der schottische Regent James Douglas, 4. Earl of Morton. David galt zeitlebens als passiv und kränklich. Er war mit Margaret, Tochter von Sir John Hamilton of Clydesdale, verheiratet, und hatte mit ihr die folgenden Kinder:
- Margaret († 1640), ⚭ (1) Walter Scott of Buccleuch, ⚭ (2) Francis Stewart, 1. Earl of Bothwell
- Archibald Douglas, 8. Earl of Angus
- Elizabeth († 1637), ⚭ (1) John Maxwell, 7. Lord Maxwell, ⚭ (2) Alexander Stewart of Garlies